# Djedov paradoks
Djedov paradoks ili paradoks djeda (eng. Grandfather paradox), za koji se smatra da je prvi predstavio pisac znanstvene fantastike René Barjavel, predstavlja paradoks prema kojemu onaj koji, putujući kroz vrijeme, može doći u situaciju da ubije svog biološkog djeda prije nego što on upozna svoju baku, zapravo ne bi onda ni bio začet, niti bi mogao putovati kroz vrijeme.
Kao jednakovrijednost (ekvivalencija) ovom paradoksu često se navodi i filozofski paradoks autočedomorstva, odlaska u prošlost i ubijanja samoga sebe kao novorođenčeta, kao i Schrödingerova mačka.
Često se koristi prilikom dokazivanja nemogućnosti putovanja kroz vrijeme, iako je tijekom vremena predstavljeno više mogućih rješenja (postojanje usporednih svemira, nepostojanje ili postojanje sudbine i sama nemogućnost ubijanja djeda).
Teorijski fizičar Stephen Hawking postavio je tvrdnju o nemogućnosti putovanja u prošlost, već samo teoretskog putovanja u budućnost, jer povratak u prošlost dovodi do vremenskog paradoksa. Putnik iz budućnosti mogao bi sresti samog sebe u prošlosti i nauditi mu (aluzija na djedov paradoks), zbog čega bi došlo do urušavanja cijelog svemira.
Najpoznatije tumačenje ovoga paradoksa je tzv. ubiti bebu Hitlera, koji je popularizirao New York Times kada je 2015. svoje čitatelje upitao bi li ubili bebu Hitlera da im se za to pruži prilika.